# Todos mis novios
Todos mis novios (en inglés: The Ex List, literalmente La lista de mis ex) es una serie de televisión estadounidense basada en la serie israelí Mythological X creada y escrita por Signal Avin. La versión estadounidense, diseñada por Diane Ruggiero y producida por Fox television studios, se estrenó en el canal CBS el 8 de octubre de 2008. Avin y Ruggiero actuaron como productores ejecutivos con Jonathan Levin, Avi Nir y Mosh Danon. 
El programa tuvo una corta duración, debido a los bajos índices de audiencia y a las malas críticas que recibió, y finalmente fue reemplazada con menos de la mitad de los episodios producidos y solo cuatro transmitidos. Posteriormente salió al aire en forma íntegra en otros países y por cable, También, fue lanzada en DVD. En España fue estrenada por el canal FOX el 17 de junio de 2009.

## Sinopsis
La protagonista de la serie es Bella, una micro empresaria dueña de una florería de treinta y tres años en la costera ciudad de San Diego, California; y se enfoca en sus relaciones sentimentales, buscando al amor de su vida con quien casarse, siempre entre exnovios.
Durante la despedida de soltera de su hermana Daphne, la cual organiza la propia Bella, una vidente habla con todas y a su turno le dice que ve sus deseos de matrimonio pero que tiene que casarse antes de un año o permanecerá soltera para siempre, también que ya ha conocido al hombre de su vida pero ha terminado la relación con él. Ella se muestra escéptica al comienzo, además ha tenido muchos novios en el pasado. Sin embargo, algunos sucesos hacen que se cumplan predicciones menores de la adivina y la hacen cambiar de parecer, por lo que se dedicará a buscar a cada uno de sus exnovios para intentar descubrir cuál de ellos es el hombre de su vida al cual dejó escapar y debe recuperar. Aunque al comienzo tampoco creen mucho en la predicción, sus amigos y vecinos Augie, Vivían y Cyrus, junto a su hermana, la ayudarán en esta tarea.
En cada capítulo la protagonista vuelve a salir con alguno de sus antiguos novios, movida por "señales" pero que debe distinguir entre falsas y fuertes o verdaderas, lo que la lleva a vivir nuevos desengaños, decepciones y rupturas (aunque no siempre de mala manera). Por esto, al final de cada capítulo Bella tacha el nombre del ex con quien no ha funcionado de nuevo la relación. Así mismo, sigue visitando a la adivina Marina para recibir consejos, mientras sus amigos Augie y Vivían maduran en su relación y vida compartida, el desempleado Cyrus trata de conseguir novia, y Daphne enfrenta la vida matrimonial junto a su amado. Además, el padre de Bella y Daphne aparece en algunos capítulos y también se habla de su vida amorosa.

## Producción
La serie fue localizada en Ocean beach y Coronado, comunidades de San Diego (California), y también en Imperial beach (California).
El 12 de septiembre de 2008 la creadora y productora ejecutiva de la serie, Diane Ruggiero, la canceló al no llegar a un acuerdo con el canal CBS sobre la dirección de la misma. Seis episodios se rodaron antes del abandono de Diane. El productor ejecutivo Rick Eid se encargó de terminar la serie con 13 episodios, pero la serie fue finalmente cancelada tras haber emitido solo 4 episodios.

## Episodios
- 01 - Piloto
- 02 - Subete a mi bici
- 03 - Proteger y servir
- 04 - Me quieres, surfero
- 05 - El niño de mamá
- 06 - La boda idealizada de Daphne
- 07 - Trustafarian
- 08 - El profesor de arte
- 09 - El rey de las flores
- 10 - La chispa
- 11 - La canguro
- 12 - El chico del metro y el no ex
- 13 - El otro pie

## Reparto
- Elizabeth Reaser como Bella Bloom.
- Rachel Boston como Daphne Bloom.
- Alex Breckenridge como Vivían.
- Mark Deklin como Elliott.
- Adam Rothenberg como Augie.
- Amir Talai - Cyrus.
- Anne Bedian - Marina (la adivina).
- Josh Braaten - Marty (marido de Daphne).